# 北九州高速2号線
北九州高速2号線（きたきゅうしゅうこうそく2ごうせん、Route 2）は、福岡県北九州市の、小倉北区の小倉駅北出入口から同市戸畑区の若戸出入口へ至る北九州高速道路の路線である。

## 接続高速道路
- 北九州高速3号線 （東港JCTで接続）
- 北九州高速5号線 （若戸JCTで接続・予定）
- 下関北九州道路 （西港町JCTで接続・計画中）

## 出入口など
- 全区間北九州市に所在。
- 施設名欄の背景色が■である部分は施設が供用されていない、又は完成していない事を示す。なお、未開通の出入口/JCT名は仮称である。

| 出入口番号                    | 施設名                    | 接続路線名                        | 起点から (km) | 備考                                                | 所在地   |
| ----------------------------- | ------------------------- | --------------------------------- | ------------- | --------------------------------------------------- | -------- |
| 門司方面への延伸計画あり      |                           |                                   |               |                                                     |          |
| 201                           | 小倉駅北出入口            | 国道199号                         | 0.0           |                                                     | 小倉北区 |
|                               | 東港出入口                | 国道199号                         |               | 3号線方面暫定出入口 1990年3月31日 廃止              | 小倉北区 |
| -                             | 東港JCT                   | 3号線                             | 0.8           |                                                     | 小倉北区 |
| 202                           | 日明出入口                | 国道199号                         | 1.5           | 小倉方面出入口                                      | 小倉北区 |
|                               | 西港町JCT                 | 下関北九州道路                    |               | 計画中                                              | 小倉北区 |
| 203                           | 西港出口                  | 国道199号                         | 2.7           | 若戸大橋方面出口                                    | 小倉北区 |
| 204                           | 戸畑出入口 戸畑本線料金所 | 福岡県道272号槻田戸畑線 国道199号 | 4.0           | 小倉方面出入口                                      | 戸畑区   |
| 205                           | 若戸出入口                | 若戸大橋 若戸トンネル             | 4.3           | 国道199号（一般道）及び市道川代中原東線とは接続せず | 戸畑区   |
| 北九州高速道路5号線（事業中） |                           |                                   |               |                                                     |          |

戸畑区内に出入できる出入口は戸畑出入口のみである。若戸出入口は「若戸大橋」もしくは「若戸トンネル」にのみ直結しており、ともに一般道との出入は両道路の先の若松区となる。

## 歴史
- 1980年（昭和55年）10月20日 : 東港JCT - 日明出入口供用開始。
- 1983年（昭和58年）10月6日 : 東港出入口供用開始。
- 1989年（平成元年）8月30日 : 日明出入口 - 戸畑出入口供用開始。
- 1990年（平成2年）3月31日 : 小倉駅北出入口 - 東港JCT、戸畑出入口 - 若戸出入口供用開始、全線供用開始。東港出入口廃止。西港出口供用開始。
- 2012年（平成24年）9月15日：若戸出入口において若戸トンネル（新若戸道路）と接続。

## 交通量
24時間交通量（台）　道路交通センサス
| 区間                     | 平成17（2005）年度 | 平成22（2010）年度 | 平成27（2015）年度 |
| ------------------------ | ------------------ | ------------------ | ------------------ |
| 小倉駅北出入口 - 東港JCT | 11,830             | 10,668             | 8,800              |
| 東港JCT - 日明出入口     | 11,830             | 10,668             | 8,800              |
| 日明出入口 - 西港出口    | 11,830             | 10,668             | 10,488             |
| 西港出口 - 戸畑出入口    | 11,830             | 10,668             | 10,488             |
| 戸畑出入口 - 若戸出入口  | 11,830             | 10,668             | 7,212              |

（出典：「平成22年度道路交通センサス」・「平成27年度全国道路・街路交通情勢調査」（国土交通省ホームページ）より一部データを抜粋して作成）
- 令和2年度に実施予定だった交通量調査は、新型コロナウイルスの影響で延期された[5]。